# Betta pi
O Betta pi é um peixe da família Osphronemidae, nativo da Tailândia, que mede 12 cm. É pouco conhecido pela maioria das pessoas, ao contrário do seu primo peixe-de-briga (Betta splendens).
Possui todas as características do tradicional Betta, mas é menos colorido, tendo a cor mais castanha e cinzenta, além de nadadeiras bem menores. É muito parecido com a versão selvagem do Betta.
Vive bem num pH de 6,0 e temperatura de 26°C.